# Шуграева, Вера Киргуевна
Вера Киргуевна Шуграева (калм. Шугран Вера) (5 января 1940) — народный поэт Калмыкии, писатель, журналист, педагог, драматург, переводчик, поэт-песенник, либреттист, сценарист. Заслуженный работник культуры КАССР (1976), лауреат премии комсомола Калмыкии имени Героя Советского Союза Эрдни Деликова (1977), лауреат национальной премии «Улан Зала» (2004). Автор текста гимна Калмыкии.

## Творчество
Вхождение В. Шуграевой в литературу сопровождалось открытием мира книги на профессиональном уровне. 16 лет Шуграева проработала редактором, затем главным редактором Калмыцкого книжного издательства.
Вера Шуграева плодотворно сотрудничает с разными театральными коллективами республики, особенно с режиссёром Борисом Манджиевым. Поэмы («Главный экзамен», «Песня родному гнезду»), поэмы-сказки («Счастье сироты», «Семеро братьев», «Батыр», «Отхон»), песни, рассказы, повесть «Первый звонок», миниатюры, пьесы, статьи. Со временем её художественная деятельность приобретает экспериментальный характер. Так, в конце 1980-х годов вместе с композитором Аркадием Манджиевым была создана первая калмыцкая рок-опера «Керм, нис!» («Корабль, лети!») на сцене национального театра
В 2006 году награждена орденом Святителя Иннокентия, митрополита Московского III степени за перевод на калмыцкий язык Псалтири.

## Издания
- Шуграева, Вера Киргуевна. И все, что я люблю : Стихи. [Для ст. школ. возраста. Пер. с калм.] / Вера Шуграева. — Элиста : Калм. кн. изд-во, 1981. — 95 с.
- Шуграева, Вера Киргуевна. Улицы моего города : Стихи, поэмы. [Для мл. и сред. шк. возраста] / Шуграева Вера. — Переизд. — Элиста : Калм. кн. изд-во, 1983. — 104 с.
- Шуграева, Вера Киргуевна. Семь братьев : Сказки [ в стихах Для сред. и ст. шк. возраста] / Вера Шуграева; [Пер. с калм. Д. Долинского. — Элиста : Калм. кн. изд-во, 1985. — 88 с.
- Шуграева, Вера. Мирный свет дня : Стихи / Вера Шуграева; [Пер. Д. Долинского]. — Элиста : Калм. кн. изд-во, 1987. — 30,[1] с
- Шуграева, Вера. Бесконечный день : Стихи, поэма, сказки : [Для сред. и ст. шк. возраста] / Вера Шуграева. — Элиста : Калм. кн. изд-во, 1989. — 126 с.
- Шуграева, Вера. Степь послушаем с тобой : Стихи. Поэмы. Сказки : [Для мл. и сред. шк. возраста : Пер. с калм.] / Вера Шуграева; [Худож. Э. Убушаев]. — [2-е изд., с изм., доп.]. — Элиста : Калм. кн. изд-во, 1992. — 135,[5] с.
- Шуграева, Вера. Куслин заль: Стихи, сказки, поэмы : [Учеб. пособие : Для сред. шк. возраста] / Шугарева Вера. — Элиста : Гос. ред.-изд. предприятие «Ботхн», 1995. — 92,[3] с.; 20 см. ISBN 5-87024-060-3 : Б. ц.